# Сезон Швейцарської НЛБ 2005—2006
Національна ліга В 2005—2006 — 59-й чемпіонат Швейцарії з хокею (Національна ліга В), чемпіоном став клуб Біль.

## Підсумкова таблиця
| М.  | Команда           | І  | В  | Н | П  | Ш       | О  |
| --- | ----------------- | -- | -- | - | -- | ------- | -- |
| 1.  | Біль              | 42 | 27 | 1 | 14 | 183:110 | 55 |
| 2.  | ХК «Сьєр»         | 42 | 23 | 6 | 13 | 181:152 | 52 |
| 3.  | Лангенталь        | 42 | 24 | 4 | 14 | 157:139 | 52 |
| 4.  | Лозанна           | 42 | 21 | 8 | 13 | 148:123 | 50 |
| 5.  | Вісп              | 42 | 20 | 8 | 14 | 164:123 | 48 |
| 6.  | ХК «Кур»          | 42 | 19 | 7 | 16 | 133:134 | 45 |
| 7.  | Ольтен            | 42 | 18 | 6 | 18 | 121:125 | 42 |
| 8.  | ГСК Лайонс        | 42 | 16 | 5 | 21 | 123:140 | 37 |
| 9.  | Ла Шо-де-Фон      | 42 | 14 | 4 | 24 | 130:158 | 32 |
| 10. | Ажуа              | 42 | 13 | 3 | 26 | 135:206 | 29 |
| 11. | ХК «Мартіньї»     | 42 | 7  | 3 | 32 | 119:193 | 17 |
|     | ХК «Форвард Морж» | 22 | 12 | 1 | 9  | 77:68   | 25 |

## Плей-оф

### Чвертьфінали
Біль : ГСК Лайонс        Серія: 4:1
```
17.02.2006 (1) Біль	    - ГСК Лайонс 5:2 (2:1, 2:0, 1:1)
19.02.2006 (2)	ГСК Лайонс  - Біль	 2:6 (1:2, 1:2, 0:2)
21.02.2006 (3)	Біль	    - ГСК Лайонс 2:5 (0:2, 1:1, 1:2)
24.02.2006 (4)	ГСК Лайонс  - Біль	 2:5 (1:2, 0:0, 1:3)
26.02.2006 (5)	Біль	   - ГСК Лайонс	 4:1 (0:1, 0:0, 4:0)
```

ХК «Сьєр» : Ольтен      Серія: 4:1     
```
17.02.2006 (1)	ХК «Сьєр»     	-	Ольтен  	6:2 (1:0, 4:0, 1:2)
19.02.2006 (2)	Ольтен  	-	ХК «Сьєр»       3:1 (0:0, 1:0, 2:1)
21.02.2006 (3)	ХК «Сьєр»      	-	Ольтен  	4:1 (1:0, 2:0, 1:1)
24.02.2006 (4)	Ольтен  	-	ХК «Сьєр»       1:3 (1:1, 0:0, 0:2)
26.02.2006 (5)	ХК «Сьєр»	-	Ольтен  	6:1 (1:0, 2:1, 3:0)
```

Лозанна : Вісп      Серія: 4:3
```
17.02.2006 (1)	Лозанна 	-	Вісп       5:4 (2:2, 2:2, 1:0)
19.02.2006 (2)	Вісп    	-	Лозанна	   3:4 (2:0, 0:2, 1:2)
21.02.2006 (3)	Лозанна 	-	Вісп       3:2 (1:0, 2:2, 0:0)
24.02.2006 (4)	Вісп    	-	Лозанна	   2:1 (1:0, 1:0, 0:1)
02.03.2006 (5)	Лозанна 	-	Вісп       1:5 (0:1, 0:2, 1:2)
04.03.2006 (6)	Вісп    	-	Лозанна	   4:3 (3:1, 1:2, 0:0)
05.03.2006 (7)	Лозанна 	-	Вісп       2:1 (0:0, 2:0, 0:1)
```

Лангенталь : ХК «Кур»    Серія: 4:1
```
17.02.2006 (1)	Лангенталь	-	ХК «Кур»	3:2 (1:2, 0:0, 1:0, 1:0) ОТ
19.02.2006 (2)	ХК «Кур»	-	Лангенталь	4:3 (1:1, 1:1, 2:1)
21.02.2006 (3)	Лангенталь	-	ХК «Кур»	6:1 (4:0, 1:1, 1:0)
24.02.2006 (4)	ХК «Кур»	-	Лангенталь	4:5 (2:0, 1:2, 1:3)
26.02.2006 (5)	Лангенталь	-	ХК «Кур»	5:3 (3:2, 1:0, 1:1)
```

### Півфінали
Біль : Лозанна      Серія: 4:1
```
07.03.2006 (1)	Біль    	-	Лозанна 	11:3 (1:0, 4:1, 6:2)
10.03.2006 (2)	Лозанна 	-	Біль    	3:5 (1:1, 0:1, 2:3)
12.03.2006 (3)	Біль    	-	Лозанна 	5:2 (1:1, 1:1, 3:0)
14.03.2006 (4)	Лозанна 	-	Біль    	5:4 (1:0, 0:2, 3:2, 1:0) ОТ
17.03.2006 (5)	Біль    	-	Лозанна 	8:1 (2:0, 1:1, 5:0)
```

ХК «Сьєр» : Лангенталь   Серія: 4:3
```
05.03.2006 (1)	ХК «Сьєр»	-	Лангенталь	4:2 (1:1, 0:0, 3:1)
07.03.2006 (2)	Лангенталь	-	ХК «Сьєр»	3:4 (1:1, 0:0, 2:2, 0:1) ОТ
10.03.2006 (3)	ХК «Сьєр»	-	Лангенталь	2:6 (0:2, 0:1, 2:3)
12.03.2006 (4)	Лангенталь	-	ХК «Сьєр»	5:3 (1:0, 3:1, 1:2)
14.03.2006 (5)	ХК «Сьєр»	-	Лангенталь	5:7 (1:3, 2:3, 2:1)
17.03.2006 (6)	Лангенталь	-	ХК «Сьєр»	1:2 (0:0, 1:0, 0:2)
19.03.2006 (7)	ХК «Сьєр»	-	Лангенталь	4:1 (1:0, 1:1, 2:0)
```

### Фінал
Біль : ХК «Сьєр»        Серія: 4:1
```
21.03.2006 (1)  Біль	    -	ХК «Сьєр» 5:2 (1:1, 2:1, 2:0)
24.03.2006 (2)  ХК «Сьєр»  -	Біль	  2:3 (1:0, 0:2, 1:1)
26.03.2006 (3)  Біль	    -	ХК «Сьєр» 3:4 (0:1, 1:0, 2:3)
28.03.2006 (4)  ХК «Сьєр»  -	Біль      3:5 (0:3, 3:1, 0:1)
31.03.2006 (5)  Біль	    -	ХК «Сьєр» 10:0 (2:0, 4:0, 4:0)
```

## Кваліфікація НЛА
- ХК «Фрібур-Готтерон» — ХК «Біль» 4:2 (6:3, 3:2, 1:5, 7:2, 1:3, 5:3)

ХК «Фрібур-Готтерон» зберіг прописку в НЛА.